# Apaeleticus inimicus
Apaeleticus inimicus är en stekelart som först beskrevs av Johann Ludwig Christian Gravenhorst 1820.  Apaeleticus inimicus ingår i släktet Apaeleticus och familjen brokparasitsteklar. Arten är reproducerande i Sverige. Inga underarter finns listade i Catalogue of Life.